# Конфликт в Восточной Гуте (2016)
Конфликт в Восточной Гуте (2016) — конфликт, вспыхнувший между повстанческими и террористическим группировками в Восточной Гуте, продолжавшийся с апреля по май 2016 года. В нём принимали участие, с одной стороны, члены коалиции Сирийской Свободной армии, в которую входили боевики-джихадисты из террористической организации Фронт ан-Нусра (который сейчас называется Джебхат Фатах аш-Шам) и члены объединения исламистских группировок Легион ал-Рахмана, действующие преимущественно в Восточной Гуте. Им противостояли организованные мятежные группы террористов-салафитов Джейш аль-Ислам (или Арммя Ислама), под контролем которых находятся территории к востоку от Дамаска.

## Начало конфликта в марте
Напряжённые отношения между двумя военизированными исламистскими группами начались в марте 2016 года, когда боевики Легиона аль-Рахман изгнали вооружённые формирования Бригад Ислама из Замалки, пригорода, находящегося примерно в 3,5 километрах к северо-востоку от Дамаска. При этом Легион аль-Рахман нарушил негласный паритет сил террористического ополчения, в феврале 2016 года включив в свой состав другую экстремистскую исламистскую организацию, Союз Ислама Айнад аш-Шам.

## Разгар конфликта в апреле
Отсчёт горячей фазы конфликта производится с 18 апреля 2016 года, когда вооружённые части Легиона аль-Рахман атаковал позиции группировки Джейш аль-Ислам в пригородах Джисреена, в результате неожиданного нападения захватив здание военного штаба этой организации и принудив боевиков Бригад Ислама к срочной эвакуации. 28 апреля боевики Файлак аш-Шам и Джаиш аль-Фустат предприняли массированную атаку позиций Бригад Ислама в шести городах Восточной Гуты, включая Замалку и Аль-Кабун, расположенный в шести километрах к северо-востоку от центра Дамаска. Мощному обстрелу подверглась бригада ПВО, которая ранее откололась от Легиона аль-Рахман и перешла на сторону боевиков Джейш аль-Ислам. Влиятельная террористическая коалиция исламистов и салафитов Ахрар аш-Шам, дислоцирующаяся в ряде пригородов Дамаска, предпочла не вмешиваться в разгоревшийся конфликт и сохранила демонстративный нейтралитет. В ходе ожесточённого боестолкновения в конце апреля 2016 года местные жители организовали демонстрацию протеста, призывая остановить внутриповстанческий конфликт.

## Нападение на деревню Мисраба
8 мая, после некоторого затишья, объединённые силы террористических исламистских группировок Джейш аль-Фустат, Фронт ан-Нусра и Легион аль-Рахман предприняли совместное нападение на деревню Мисраба, длительное время удерживаемую боевиками Бригад Ислама. К этому времени Джаиш аль-Ислам контролировал северные территории, относящиеся к конгломерации Дамаска Восточной Гуте, а боевики Фронта ан-Нусра удерживали позиции к югу от Дамаска. В ходе ответной контратаки боевики Бригад Ислама захватили несколько аптек; во время налёта погиб врач. На следующий день, 9 мая было заключено соглашение о прекращении огня, по условиям которого боевикам-джихадистам Бригад Ислама предписывалось оставить населённый пункт Мисраба и передать его под контроль «нейтральный сил полиции». В то же время несмотря на достигнутое соглашение о прекращении огня боестолкновения между террористическими группировками регулярно продолжались вплоть до 17 мая, и в ходе противостояния в Восточной Гуте более 500 боевиков и несколько десятков местных мирных жителей были убиты. Новое соглашение о прекращении огня было достигнуто 24 мая 2016 года. По его итогам были разграничены сферы влияния между смежными террористическими группировками повстанцев-исламистов в захваченных ими пригородах Дамаска.
Тем не менее, в середине июня начался новый виток локального противостояния, во время которого в результате серии боестолкновений были убиты более 30 боевиков с обеих сторон. 22 июля в ходе атаки правительственных сил Сирийской Арабской Республики, обороняющих Дамаск от террористических военизированных групп, боевики Легиона аль-Рахман осуществили атаку позиций Бригад Ислама, в частности, подвергнув обстрелу «Бюро пригородов Дамаска» (англ. "Office of Damascus Countryside"), созданное под эгидой Джаиш аль-Ислам в городе Сакба мухафазы Дамаск, в результате которого погибли 9 повстанцев. В настоящий момент конфликт несколько затих, а противоборствующие стороны осуществляют редкие боевые вылазки друг против друга.